# Campeonato Roraimense 1999
In 1998 werd het 39ste Campeonato Roraimense gespeeld voor voetbalclubs uit Braziliaanse staat Roraima, het was het vijfde profkampioenschap. De competitie werd georganiseerd door de FRF en werd gespeeld van 20 mei tot 14 oktober. Roraima werd kampioen.

## Eerste fase
| Plaats | Club      | Wed. | W | G | V | Saldo | Ptn. |
| ------ | --------- | ---- | - | - | - | ----- | ---- |
| 1.     | Rio Negro | 5    | 5 | 0 | 0 | 17:2  | 15   |
| 2.     | Baré      | 5    | 2 | 2 | 1 | 13:6  | 8    |
| 3.     | Roraima   | 5    | 2 | 1 | 2 | 9:11  | 7    |
| 4.     | Progresso | 5    | 1 | 1 | 3 | 4:16  | 4    |
| 5.     | Náutico   | 5    | 0 | 4 | 1 | 7:12  | 4    |
| 6.     | GAS       | 5    | 0 | 2 | 3 | 8:11  | 2    |

|  | Geplaatst voor tweede fase, krijgt daar één bonuspunt |
|  | Geplaatst voor tweede fase                            |

## Tweede fase
| Plaats | Club      | Wed. | W | G | V | Saldo | Ptn. |
| ------ | --------- | ---- | - | - | - | ----- | ---- |
| 1.     | Baré      | 3    | 2 | 1 | 0 | 6:3   | 7    |
| 2.     | Rio Negro | 3    | 1 | 1 | 1 | 4:4   | 5    |
| 3.     | Roraima   | 3    | 1 | 2 | 0 | 7:5   | 5    |
| 4.     | Progresso | 3    | 0 | 0 | 3 | 0:5   | 0    |

|  | Geplaatst voor finale |

## Finale
|              |      |       |           |  |
| 19 juni Heen | Baré | 1 – 1 | Rio Negro |  |
| 19 juni Heen |      |       |           |  |

|               |           |                  |      |  |
| 27 juni Terug | Rio Negro | 3 – 3 (3-4 n.p.) | Baré |  |
| 27 juni Terug |           |                  |      |  |

### Kampioen
| Campeonato Roraimense de 1999 |
| Roraima                       |
| ----------------------------- |
| BARÉ Kampioen (16° titel)     |